# Lage Lund
Lage Lund (né le 12 décembre 1972 à Bergen) est un guitariste norvégien de jazz.

## Biographie
Lage Lund grandit en Norvège et commence à jouer de la guitare à l'âge de treize ans. Il fait partie du groupe du pianiste/organiste Steinar Nickelsen. Après avoir terminé ses études secondaires, il s'installe aux États-Unis où il obtient une bourse d'études au Berklee College of Music de Boston à partir de 1997. En 2002, il reçoit une bourse Fulbright qui lui permet d'étudier à la Juilliard School de New York, où il devient le premier musicien de guitare électrique. Pour terminer en 2005, il remporte le concours Thelonious-Monk en guitare. Parallèlement à ses études, il se produit dans des clubs de jazz new-yorkais tels que le 55 Bar, le Smalls et la Jazz Gallery, et s'invite au Lincoln Center et au Kennedy Center. Lund joue avec Wynton Marsalis, Ingrid Jensen et Seamus Blake, dont il participe à l'album Bellweather (2008). Après un premier album qu'il sort lui-même en 2007 sans label, Lund publie son deuxième album Early Songs (2008) sous le label Criss Cross Jazz. L'album Unlikely Stories suit en 2010, avec la participation du batteur Bill Stewart, du bassiste Ben Street et du pianiste Edward Simon. Il fait également fait partie du groupe d'Orlando le Fleming. Il participe aussi entre autres sur l'album ''12 Stars de Melissa Aldana, sorti sur Blue Note en 2022.
Lund joue notamment d'une Gibson « Byrdland » et d'un instrument du luthier allemand Stefan Schottmüller. Il remporte le Down Beat Critics Poll 2020 dans la catégorie « guitare/étoile montante ». Depuis 2020, il enseigne à Oslo en tant que professeur de guitare jazz au conservatoire de musique norvégien. 